# Leichtathletik-Länderkampf der Männer 1935 Deutschland – Italien – Japan – Schweden – Ungarn
| 5. Leichtathletik-Länderkampf mit deutscher Beteiligung 1935                       | 5. Leichtathletik-Länderkampf mit deutscher Beteiligung 1935 |
| ---------------------------------------------------------------------------------- | ------------------------------------------------------------ |
|                                                                                    |                                                              |
| Länderkampfvergleich der Männer: Deutschland – Italien – Japan – Schweden – Ungarn |                                                              |
| Austragungsort                                                                     | Berlin                                                       |
| Wettbewerbe                                                                        | 19                                                           |
| Datum                                                                              | 31. August / 1. September 1935                               |
| 1. SWE 2. GER 3. HUN 4. JPN 5. ITA                                                 | 57,0 Punkte 52,5 Punkte 40,0 Punkte 33,0 Punkte 26,5 Punkte  |
| Chronik                                                                            |                                                              |
| ← GER-POL (F)                                                                      | FRA-GER (M) →                                                |

Im fünften Länderkampf des Jahres 1935 vor der Länderkampfpause im folgenden Jahr stand ein Fünf-Ländervergleich auf dem Programm. Zehn Jahre zuvor hatte es im österreichischen Wien bereits einmal eine solche Veranstaltung gegeben. Die Begegnung der nun laufenden Saison fand an zwei Tagen, dem 31. August und 1. September, in Berlin statt. Gegner waren Italien, Japan, Schweden und Ungarn. Gegen alle Konkurrenten mit Ausnahme von Italien hatten die deutschen Leichtathleten schon einmal mindestens einen Länderkampf ausgetragen. Gegen die starken Schweden hatte Deutschland im Vorjahr seine erste Niederlage hinnehmen müssen.
Auch im Fünf-Ländervergleich des Jahres 1935 lag Schweden am Ende mit 4,5 Punkten Vorsprung vor Deutschland vorn. Ungarn folgte als Dritter 12,5 Punkte dahinter. Weitere sieben Punkte zurück lag Japan auf dem vierten Platz und sechseinhalb Punkte hinter den Japanern wurde Italien Fünfter.

## Wettbewerbe
Wie im Länderkampf gegen Finnland in der Vorwoche stand mit Ausnahme des 3000-Meter-Hindernislaufs, des Marathonlaufs, des Gehens und des Zehnkampfs das komplette olympische Programm der Leichtathletik auf dem Programm.

## Modus
Anders als im Fünf-Ländervergleich zehn Jahre zuvor gab es hier keine Vorkämpfe. In den verschiedenen Wettbewerben stellte jede Nation jeweils einen Teilnehmer bzw. eine Staffel. Die Sieger erhielten jeweils fünf Punkte, die Finalzweiten jeweils drei und die Dritten zwei. Die Viertplatzierten kamen noch mit einem Punkt in die Wertung, während Rang fünf keine Punkte brachte.

## Legende
Kurze Übersicht zur Bedeutung der Symbolik – so üblicherweise auch in sonstigen Veröffentlichungen verwendet:
| DSQ | disqualifiziert |

## Resultate

### 100 m
| Platz | Athlet             | Land | Zeit (s) |
| ----- | ------------------ | ---- | -------- |
| 1     | Monta Suzuki       | JPN  | 10,6     |
| 2     | József Sir         | HUN  | 10,6     |
| 3     | Lennart Strandberg | SWE  | 10,7     |
| 4     | Wilhelm Leichum    | GER  | 10,8     |
| 5     | Edgardo Toetti     | ITA  | 10,9     |

Datum: 1. September

### 200 m
| Platz | Athlet             | Land | Zeit (s) |
| ----- | ------------------ | ---- | -------- |
| 1     | József Sir         | HUN  | 21,?     |
| 2     | Lennart Strandberg | SWE  | 21,5     |
| 3     | Karl Neckermann    | GER  | 22,0     |
| 4     | Taniguchi Matsuo   | JPN  | 22,1     |
| 5     | Tullio Gonnelli    | ITA  | 22,2     |

Datum: 31. August

### 400 m
| Platz | Athlet                 | Land | Zeit (s) |
| ----- | ---------------------- | ---- | -------- |
| 1     | Bertil von Wachenfeldt | SWE  | 48,6     |
| 2     | Helmut Hamann          | GER  | 49,1     |
| 3     | Ettore Tavernari       | ITA  | 49,2     |
| 4     | Zoltán Zsitva          | HUN  | 50,4     |
| 5     | Yakawa                 | JPN  | 55,3     |

Datum: 31. August

### 800 m
| Platz | Athlet           | Land | Zeit (min) |
| ----- | ---------------- | ---- | ---------- |
| 1     | Mario Lanzi      | ITA  | 1:52,2     |
| 2     | Erik Wennberg    | SWE  | 1:54,1     |
| 3     | Emil Lang        | GER  | 1:55,0     |
| 4     | Ferenc Temesvári | HUN  | 2:00,2     |
| 5     | Aochi Kumao      | JPN  | 2:03,8     |

Datum: 1. September

### 1500 m
| Platz | Athlet           | Land | Zeit (min) |
| ----- | ---------------- | ---- | ---------- |
| 1     | Luigi Beccali    | ITA  | 3:54,0     |
| 2     | Fritz Schaumburg | GER  | 3:55,2     |
| 3     | Nilsson          | SWE  | 3:58,4     |
| 4     | Miklós Szabó     | HUN  | 4:02,4     |
| 5     | Tanaka Hideo     | JPN  | 4:06,0     |

Datum: 1. September

### 5000 m
| Platz | Athlet         | Land | Zeit (min) |
| ----- | -------------- | ---- | ---------- |
| 1     | Henry Jonsson  | SWE  | 14:56,2    |
| 2     | Max Syring     | GER  | 14:58,6    |
| 3     | Umberto Cerati | ITA  | 15:03,4    |
| 4     | János Kelen    | HUN  | 15:27,8    |
| 5     | Murakoso Kōhei | JPN  | 15:30,0    |

Datum: 31. August

### 10,000 m
| Platz | Athlet               | Land | Zeit (min)        |
| ----- | -------------------- | ---- | ----------------- |
| 1     | Murakoso Kōhei       | JPN  | 32:42,0           |
| 2     | Giuseppe Lippi       | ITA  | 32:52,8           |
| 3     | Jenő Szilágyi        | HUN  | 32:58,2           |
| 4     | Heinrich Haag        | GER  | 33:15,0           |
| DSQ   | Jean-Gunnar Lindgren | SWE  | wegen Behinderung |

Datum: 1. September

### 110 m Hürden
| Platz | Athlet           | Land | Zeit (s) |
| ----- | ---------------- | ---- | -------- |
| 1     | Håkan Lidman     | SWE  | 14,8     |
| 2     | Erwin Wegner     | GER  | 14,9     |
| 3     | József Kovács    | HUN  | 15,0     |
| 4     | Murakami Tadashi | JPN  | 15,0     |
| 5     | Gianni Caldana   | ITA  | 15,2     |

Datum: 31. August

### 400 m Hürden
| Platz | Athlet        | Land | Zeit (s) |
| ----- | ------------- | ---- | -------- |
| 1     | József Kovács | HUN  | 53,6     |
| 2     | Kell Areskoug | SWE  | 53,9     |
| 3     | Luigi Facelli | ITA  | 54,4     |
| 4     | Hans Scheele  | GER  | 55,0     |
| 5     | Harada Masao  | JPN  | 59,7     |

Datum: 1. September

### 4 × 100 m Staffel
| Platz | Besetzung          | Land                                                              | Zeit (s) |
| ----- | ------------------ | ----------------------------------------------------------------- | -------- |
| 1     | Deutsches Reich    | Wilhelm Leichum Gerd Hornberger Karl Neckermann Erich Borchmeyer  | 41,2     |
| 2     | Ungarn             | József Kovács Minat József Sir János Paizs                        | 41,6     |
| 3     | Schweden           | Åke Stenqvist Lennart Lindgren Thure Andersson Lennart Strandberg | 42,0     |
| 4     | Japan              | Taniguchi Matsuo Monta Suzuki Harada Masao Tajima Naoto           | 42,4     |
| 5     | Königreich Italien | Edgardo Toetti Tullio Gonnelli Elio Ragni Orazio Mariani          | 42,4     |

Datum: 31. August

### 4 × 400 m Staffel
| Platz | Besetzung          | Land                                                             | Zeit (min) |
| ----- | ------------------ | ---------------------------------------------------------------- | ---------- |
| 1     | Schweden           | Olof Danielsson Pelle Pihl Sven Strömberg Bertil von Wachenfeldt | 3:14,2     |
| 2     | Deutsches Reich    | Franz Heimle Rudolf Klupsch Egon Schein Adolf Metzner            | 3:16,0     |
| 3     | Ungarn             | Ferenc Temesvári Miklós Szabó Nagy József Kovács                 | 3:18,2     |
| 4     | Königreich Italien | Angelo Ferrario Mario Lanzi Luigi Facelli Ettore Tavernari       | 3:18,6     |
| 5     | Japan              | Yazawa Aochi Kumao Monta Suzuki Taniguchi Matsuo                 | 3:30,4     |

Datum: 1. September

### Hochsprung
| Platz | Athlet          | Land | Höhe (m) |
| ----- | --------------- | ---- | -------- |
| 1     | Asakuma Yoshirō | JPN  | 1,90     |
| 1     | Gustav Weinkötz | GER  | 1,90     |
| 3     | Kurt Lundqvist  | SWE  | 1,85     |
| 3     | Mihály Bodosi   | HUN  | 1,85     |
| 5     | Renato Dotti    | ITA  | 1,80     |

Datum: 31. August

### Stabhochsprung
| Platz | Athlet            | Land | Höhe (m) |
| ----- | ----------------- | ---- | -------- |
| 1     | Nishida Shūhei    | JPN  | 4,30     |
| 2     | Henry Lindblad    | SWE  | 3,90     |
| 3     | Danilo Innocenti  | ITA  | 3,80     |
| 3     | Péter Bácsalmási  | HUN  | 3,80     |
| 5     | Wolfgang Hartmann | GER  | 3,60     |

Datum: 1. September

### Weitsprung
| Platz | Athlet          | Land | Weite (m) |
| ----- | --------------- | ---- | --------- |
| 1     | Wilhelm Leichum | GER  | 7,68      |
| 2     | Tajima Naoto    | JPN  | 7,50      |
| 3     | Åke Stenqvist   | SWE  | 7,20      |
| 4     | Henrik Koltai   | HUN  | 7,18      |
| 5     | Arturo Maffai   | ITA  | 7,15      |

Datum: 31. August

### Dreisprung
| Platz | Athlet            | Land | Weite (m) |
| ----- | ----------------- | ---- | --------- |
| 1     | Ōshima Kenkichi   | JPN  | 15,29     |
| 2     | Lennart Andersson | SWE  | 14,86     |
| 2     | Erich Joch        | GER  | 14,86     |
| 4     | Szirmai           | HUN  | 14,65     |
| 5     | Milanese          | ITA  | 14,32     |

Datum: 1. September

### Kugelstoßen
| Platz | Athlet           | Land | Weite (m) |
| ----- | ---------------- | ---- | --------- |
| 1     | Hans Woellke     | GER  | 16,21     |
| 2     | József Darányi   | HUN  | 15,32     |
| 3     | Gunnar Bergh     | SWE  | 14,99     |
| 4     | Ruggero Biancani | ITA  | 13,61     |
| 5     | Kikumoto Kosaku  | JPN  | 11,40     |

Datum: 31. August

### Diskuswurf
| Platz | Athlet             | Land | Weite (m) |
| ----- | ------------------ | ---- | --------- |
| 1     | Harald Andersson   | SWE  | 52,12     |
| 2     | István Donogán     | HUN  | 47,23     |
| 3     | Ruggero Biancani   | ITA  | 45,37     |
| 4     | Otto Würfelsdobler | GER  | 44,39     |
| 5     | Kikumoto Kosaku    | JPN  | 41,49     |

Datum: 1. September

### Hammerwurf
| Platz | Athlet              | Land | Weite (m) |
| ----- | ------------------- | ---- | --------- |
| 1     | Gunnar Jansson      | SWE  | 51,76     |
| 2     | Erwin Blask         | GER  | 51,66     |
| 3     | Giovanni Cantagalli | ITA  | 45,54     |
| 4     | Kikumoto Kosaku     | JPN  | 40,56     |
| 5     | Rácz                | HUN  | 33,02     |

Datum: 1. September

### Speerwurf
| Platz | Athlet            | Land | Weite (m) |
| ----- | ----------------- | ---- | --------- |
| 1     | Gerhard Stöck     | GER  | 71,05     |
| 2     | Horvath           | HUN  | 65,71     |
| 3     | Nagao Saburo      | JPN  | 64,69     |
| 4     | Lennart Atterwall | SWE  | 61,15     |
| 5     | Spazzali          | ITA  | 60,91     |

Datum: 31. August